# Пантелеймон Куліш (монета)
«Пантелеймо́н Кулі́ш» — ювілейна монета номіналом 2 гривні, випущена Національним банком України. Присвячена відомому письменнику, публіцисту, етнографу, історику, літературному критику, перекладачеві, громадському діячеві — Пантелеймону Олександровичу Кулішу. Пантелеймон Куліш — одна з найколоритніших постатей свого часу в українській літературі. Він автор фонетичного правопису, який став основою усистематизованого сучасного українського правопису, першого українського історичного роману («Чорна рада»), батько українського художнього перекладу (перекладав твори Шекспіра, Байрона, Гейне, Гете, Шиллера, першим переклав Біблію українською мовою). Проводив активну діяльність щодо формування в суспільній свідомості переконання про життєву необхідність розвитку національної літератури, української мови.
Монету введено в обіг 22 липня 2019 року. Вона належить до серії «Видатні особистості України».

## Опис та характеристики монети
| Номінал грн. | Метал      | Маса, грам | Діаметр, мм. | Якість виготовлення       | Гурт     | Тираж, штук |
| ------------ | ---------- | ---------- | ------------ | ------------------------- | -------- | ----------- |
| 2            | нейзильбер | 12,8       | 31           | спеціальний анциркулейтед | рифлений | 35 000      |

### Аверс
На аверсі монети розміщено: угорі ліворуч — малий Державний Герб України, під яким написи: «УКРАЇНА/2/ГРИВНІ/2019» (ліворуч на дзеркальному тлі) та логотип Банкнотно-монетного двору Національного банку України (унизу). Праворуч — вишитий рушник та цитата з Кулішевого листа до дружини Ганни Барвінок: «ЗОВСІМ/ ІНША БУЛА Б РІЧ,/ ЯКБИ МИ ЄДИНИМИ/ УСТАМИ І ЄДИНИМ/ СЕРЦЕМ ТРУДИЛИСЬ/ НАД ПРОБУДЖЕННЯМ/ СУСПІЛЬНО-/ НАЦІОНАЛЬНОЇ/ СВІДОМОСТІ/ В УКРАЇНІ».

### Реверс
На реверсі монети зображено портрет Пантелеймона Куліша, ліворуч від якого літери алфавіту, праворуч — написи: роки його життя «1819/1897» та «ПАНТЕЛЕЙМОН/КУЛІШ».

## Автори

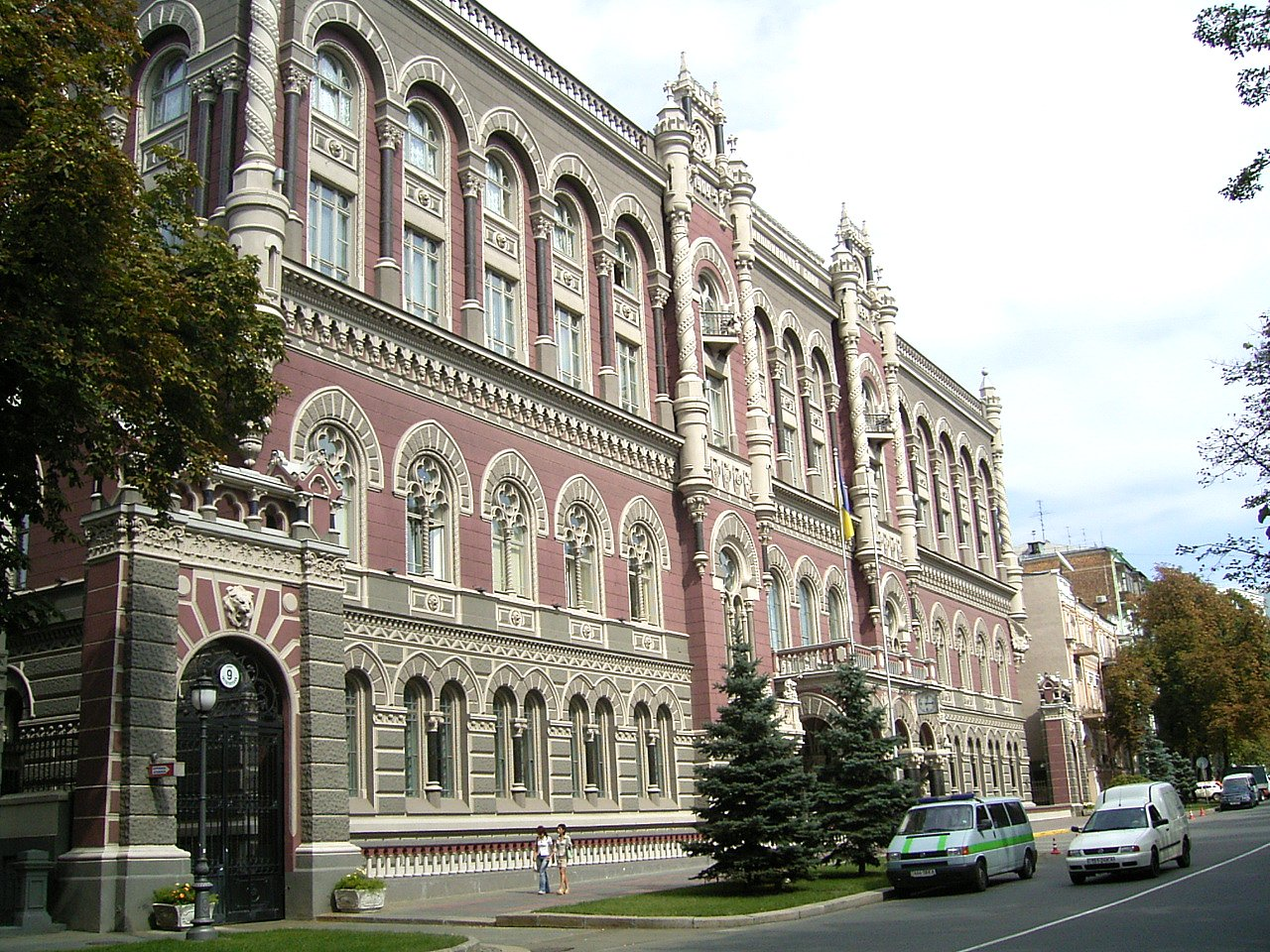
Будівля Національного банку України

- Художники: Таран Володимир, Харук Олександр, Харук Сергій.
- Скульптори: Демяненко Анатолій, Атаманчук Володимир.

## Вартість монети
Під час введення монети в обіг 2019 року, Національний банк України реалізовував монету за ціною 41 гривня.
Фактична приблизна вартість монети, з роками змінювалася так:
| Рік        | 2020 | 2021 | 2022 | 2023 | 2024 | 2025 |
| ---------- | ---- | ---- | ---- | ---- | ---- | ---- |
| Ціна, грн. | 50   | 50   | 50   | 70   | 130  | 130  |